# Бургталер
Бургталер (нем. Burgtaler, от нем. Burg — замок) — название одного из пяти типов талеров отчеканенных во время правления Марии Еверской (1511—1575) с изображённым на реверсе замком.
Практически вся жизнь незамужней правительницы крохотной немецкой земли Евер Марии прошла в ссоре с графами Восточной Фризии, которые стремились включить её земли в состав своих владений. Княгиня проявила себя деятельной и толковой правительницей, которая смогла отстоять своё княжество от посягательств соседей. Среди многочисленных нововведений было открытие в 1560 году монетного двора. На нём и отчеканили ничтожным тиражом бургталеры. На аверсе, одинаковом с дорненкранцталером, помещён щит с изображением еверского льва, а также круговая надпись «Maria • G • D • М • F • T • IEVER • RV • OS • W» (MARIA, geborene Dochter und Froichen tho Jever, Rustringen, Ostringen und Wangerland). В вольном переводе это обозначает «Мария, наследница и правительница Евера, Рюстрингена, Острингена и Вангерланда». На реверсе изображён замок с тремя башнями. На центральной помещена фигура святого Йодока. Круговая надпись «VERTR(ue) • GOD • SO • WE(rd) • H(e) • D(i) • VT • HELPE(n)» в вольном переводе обозначает «Уповаем на Господа и Он нам помогает».